# Râul Ciurba Mare
Râul Ciurba Mare este un curs de apă, afluent al râului Crememeț. 